# Župnija Kog
Župnija Kog je rimskokatoliška teritorialna župnija dekanije Velika Nedelja Ptujsko-Slovenjegoriškega naddekanata, ki je del nadškofije Maribor.

## Sakralni objekti
- Cerkev sv. Bolfenka, Kog (župnijska cerkev)